# NGC 3559
NGC 3559 (другие обозначения — NGC 3560, UGC 6217, MCG 2-29-8, ZWG 67.25, PGC 33940) — галактика в созвездии Лев.
Этот объект занесён в новый общий каталог несколько раз, с обозначениями NGC 3559, NGC 3560.
Этот объект входит в число перечисленных в оригинальной редакции «Нового общего каталога».
В галактике вспыхнула сверхновая SN 2009my типа II, её пиковая видимая звездная величина составила 17,8.